# Interner Auditor
Ein interner Auditor ist eine qualifizierte Person, die interne Audits (1st party Audits) an firmeninternen Prozessen, Projekten und Managementsystemen nach ISO-Normen durchführt. Er prüft dabei, ob die geltenden Normforderungen sowie die vom Unternehmen selbst festgelegten Anforderungen erfüllt werden und wirksam sind.

## Aufgaben
Der interne Auditor ist für die Planung, Durchführung sowie die Nachbereitung des internen Audits zuständig. Innerhalb dieses Auditprozesses übernimmt der interne Auditor folgende Aufgaben:
Erstellung eines Auditplans
Mit dem Auditplan legt der interne Auditor eine Agenda fest. Er notiert, welche Aspekte des Managementsystems zu welcher Zeit auditiert werden.
Dokumentenprüfung
Ist der Auditplan erstellt, erfolgt die Dokumentenprüfung. Hierbei prüft der Auditor, welche Dokumente für den auditierten Prozess bzw. die auditierte Abteilung relevant sind.
Erstellung einer Auditcheckliste
An dieser Stelle erstellt der Auditor einen Fragenkatalog mit vordefinierten Auditfragen. Diese dient ihm als Handlungsrahmen für die Auditdurchführung. Bei der Erstellung der Auditcheckliste werden Ergebnisse vorangegangener Audits einbezogen.
Kontaktaufnahme mit dem auditierten Bereich
Mit der Kontaktaufnahme prüft der Auditor, ob das interne Audit wie geplant durchgeführt werden kann. Es wird abgestimmt, ob das nötige Personal am Audittag vor Ort ist oder ggf. besondere Schutzkleidung notwendig ist.
Eröffnungsgespräch
An dieser Stelle beginnt das eigentliche Audit. Es werden der Auditplan und die Schwerpunkte des Audits vorgestellt.
Durchführung der Auditaktivitäten
Während des Audits sammelt der interne Auditor Konformitäten und Nichtkonformitäten anhand von Auditnachweisen. Als Referenz können die jeweilige Norm, der letzte Auditbericht oder Managementreview sowie die für die Abteilung relevanten Dokumentation herangezogen werden. 
Abschlussgespräch
Am Ende des Audits führt der interne Auditor ein Abschlussgespräch. Er zieht ein Fazit und stellt die gesammelten Konformitäten und Nichtkonformitäten vor. 
Maßnahmenverfolgung
Nach dem Auditprozess leitet der auditierte Bereich aus den Nichtkonformitäten Korrekturmaßnahmen ab und setzt diese um. Abhängig von der Schwere der Abweichung überprüft entweder der auditierte Bereich oder der interne Auditor die Umsetzung der Maßnahmen auf Wirksamkeit.
Auditbericht erstellen
Nach Abschluss des Audits dokumentiert der interne Auditor die gefundenen Ergebnisse im Auditbericht. Der Bericht kann bei nachfolgenden Audits als Grundlage genutzt werden.

## Kompetenzen
Die Kompetenzen, die ein interner Auditor mitbringen sollte, sind in der ISO 19011 zu finden. Interne Auditoren müssen Wissen über Auditprinzipien, -verfahren sowie Auditmethoden mitbringen. Auch branchenspezifisches Wissen sowie Kenntnisse zum auditierten Managementsystem sind notwendig. Interne Auditoren müssen auch über soziale Kompetenzen verfügen. Sie müssen kommunikations- und teamfähig sein, mit Konflikten umgehen können, überzeugend argumentieren können.

## Ausbildung
Die ISO 19011 legt Anforderungen an die Ausbildung interner Auditoren fest. Die Ausbildungen zum internen Auditor werden von verschiedenen Schulungsanbietern angeboten und enden mit einer Prüfung.

## Benennung
Der interne Auditor wird durch die Geschäftsführung eines Unternehmens benannt. Die Position übernimmt normalerweise ein entsprechend qualifizierter Mitarbeiter der Organisation. Bei der Benennung des internen Auditors ist darauf zu achten, dass dieser unabhängig von dem auditierten Bereich bzw. Prozess ist.